# 庄司和晃
庄司 和晃（しょうじ かずあき、1929年2月 - 2015年5月5日）は日本の教育実践家・教育学者。本名は庄司宗晃（しょうじむねあき）。

## 人物・来歴
1929年山形県西村山郡本郷村葛沢（現、大江町葛沢）で生まれる。生家は曹洞宗の寺院で、父親はその住職。山形県立寒河江中学校に入学したが、予科練を志願し、その後小松海軍航空隊に転勤。一時期、藤沢市の日本精工に動員される。その後、中学校を卒業し、山形師範学校入学。卒業後、1948年より長井市豊田小学校に赴任。翌1949年に成城学園初等学校に教諭として転職。当時、成城学園にて社会科構想を説いていた柳田國男に師事する。1955年日本大学文学部(現、文理学部)宗教学科卒業。
理科教育の実践と研究にも尽力し、「支配」理論と題した理科教育論を展開。さらに板倉聖宣らとともに仮説実験授業を提唱する。一方で、三浦つとむの助言を受けつつ、独自にコトワザ研究およびコトワザ教育の実践に取りかかる。この仮説実験授業とコトワザ教育の研究と実践の成果を踏まえて、認識の三段階連関理論を創出する。
成城学園から1977年に大東文化大学助教授に転職し、この年から1997年まで、成城大学でも非常勤講師として教鞭を執り、社会教育を担当していた。この授業では柳田民俗学なども扱っていた。その後は大東文化大学教授を務め、「全面教育学」と題した自身の教育学体系を発表。その成果は、「著作集」にまとめられている。また薄井坦子の紹介により、看護系大学にて認識論の講義も行う。なお、お茶の水女子大学・東京大学・京都大学などの非常勤講師も歴任した。
大学退職後は宗教教育研究を行っていた。全面教育学研究会などでも活躍していたが、2015年5月5日、膵臓がんにより死去。

## 著作一覧
- 『一年生という子ども』成城学園初等学校 1955年
- 『ふり子と振動』仮説実験授業研究会 1964年
- 『理科の授業改造』明治図書 1965年
- 『仮説実験授業』国土社 1965年
- 『仮説実験授業の論理構造』仮説実験授業研究会 1968年
- 『コトワザの論理と認識理論―言語教育と科学教育の基礎構築―』成城学園初等学校 1970年
- 『主体的科学観の形成』成城学園初等学校出版部 1971年
- 『仮説実験授業と支配理論』成城学園初等学校 1972年
- 『コトワザ学と柳田学―大衆の論理と民間教育法―』成城学園初等学校出版部 1973年
- 『うそから出たまこと』国土社 1973年
- 『沢柳政太郎と成城教育』沢柳研究会 1974年
- 『感性的論理学』成城学園初等学校出版部 1975年
- 『仮説実験授業の教育記録』成城学園初等学校出版部 1975年
- 『柳田国男の教育的研究 - その児童観と教育観・実践的構想』成城学園初等学校出版部 1975年
- 『柳田社会科の教育記録』私家版 1976年
- 『仮説実験授業と認識の理論』季節社 1976年
- 『印象教育論』大東文化大学庄司研究室 1977年
- 『柳田国男と教育―民間教育学序説―』成城学園初等学校 1978年
- 『科学的思考とは何か』明治図書 1978年
- 『柳田民俗学の子ども観』明治図書 1979年
- 『全面教育学要説』大東文化大学庄司研究室 1979年
- 西尾仮説サークル編『授業術入門―より楽しく、より気楽に仮説実験授業をしたい人たちのために―』1981年
- 小松楽しい授業研究会編『庄司和晃論文集』1983年
- 西尾仮説サークル編『第1回仮説実験授業集中講座記録集1963-1983』つばさ書房 1983年
- 『認識の三段階連関理論』季節社 1985年
- 『科学ばっかり主義の克服 - 未来の教育学のための人間研究』明治図書 1986年
- 『コトワザ教育のすすめ - 未来の教育学のための文化研究』明治図書 1987年
- 『庄司和晃著作集第一巻（全面教育学の構想）』明治図書 1988年
- 『庄司和晃著作集第二巻（柳田国男と科学教育）』明治図書 1988年
- 『庄司和晃著作集第三巻（総合教育という教育実験）』明治図書 1988年
- 『庄司和晃著作集第四巻（仮説実験授業の論理）』明治図書 1988年
- 『庄司和晃著作集第五巻（教育者としての青春）』明治図書 1988年
- 『コトワザ教育と教育の知恵 - 続・コトワザ教育のすすめ』明治図書 1994年
- 『全面教育学入門』明治図書 1994年
- 『人はなぜオカルトに魅かれるのか - 教育は宗教とどうつきあうか』明治図書 1997年